# Roger Martin du Gard
Roger Martin du Gard [rožé martén dy gár] (23. března 1881, Neuilly-sur-Seine – 22. srpna 1958, Bellême) byl francouzský prozaik a dramatik, nositel Nobelovy ceny za literaturu za rok 1937.

## Život
Roger Martin du Gard se narodil roku 1881 v pařížském předměstí Neuilly-sur-Seine v konzervativní katolické rodině prosperujícího advokáta. Roku 1906 dokončil studia na École des Chartres v Paříži, která vychovávala archiváře a odborníky v oboru paleografie a dějin a umění středověku. Vystudované archivnictví výrazně poznamenalo jak jeho pozdější literární rukopis vyznačující se střízlivým a jednoduchým stylem, tak i způsob jeho tvůrčí práce založený na přísných a vědeckých pracovních metodách, které ho nutily před započetím psaní shromažďovat co možná nejúplnější a nejpřesnější dokumentaci.
Své vystudované profesi se ale Martin du Gard nadále nevěnoval, neboť se začal intenzivně zabývat vlastní literární tvorbou. Nejprve začal pracovat na románu Život světce o životě kněze, ale od svého záměru nakonec upustil a nedokončené dílo zničil. Zanedlouho poté (roku 1908) vydal vlastním nákladem svůj literární debut, román Stát se! o umělci neschopném realizovat své umělecké plány. Kniha byla poměrně dobře přijata, přesto se k ní Martin du Gard stavěl dosti kriticky. Jeho přílišná sebekritičnost vedla i ke zničení jeho dalšího díla, kterým měl být román Marise, příběh ženy pojatý chronologicky od jejích dívčích let až po stáří. Pouze menší část románu autor uveřejnil roku 1910 pod názvem Jedna z nás.
V následujícím období se Martin du Gard plně věnoval práci na své nové knize Jean Barois, ve kterém se snažil vyřešit rozpor mezi tradiční vírou a pozitivistickou vědou. Román vyšel roku 1913 také díky doporučení André Gida. Martin du Gard se stal jedním ze spolupracovníků Gidovy skupiny La Nouvelle Revue Française (NRF) , která se hlásila k novému klasicismu a hodlala uvádět kvalitní literární díla bez snahy o podporu nějaké literární doktríny, a André Gide se stal jeho blízkým přítelem.
Po vypuknutí první světové války byl Martin du Gard povolán k automobilové jednotce. Bojů se sice přímo nezúčastnil, ale při svých cestách po frontě se přesvědčil o nesmyslnosti a hrůze války. Tyto zkušenosti nezůstaly bez ohlasu v jeho literární práci a Martin du Gard byl také mezi prvními, kteří schvalovali protiválečné postoje Romaina Rollanda.
Po skončení války pracoval Martin du Gard krátce v divadle. Brzy se však, unaven pařížským divadelním životem, odstěhoval na statek Le Tertre v Normandii poblíž Bellême. Zde od roku 1920 začal pracovat na svém nejvýznamnějším díle, rozsáhlém osmisvazkovém románovém cyklu Thibaultové, k jehož napsání mu byla vzorem Vojna a mír Lva Nikolajeviče Tolstého, kterého velmi obdivoval, a také Jan Kryštof Romaina Rollanda. V tomto románě-řece (jak se také takováto díla označují) zobrazil Martin du Gard společenský život ve Francii na přelomu 19. a 20. století, v době před první světovou válkou a především během ní. Prvních šest částí bylo vydáno v rychlém sledu v letech 1922 až 1929 a jako kronika soukromého života měšťácké rodiny se pohybují především v psychologické a morální rovině. Další svazek s názvem Léto 1914 však vyšel až roku 1936. Práce na tomto díle byla pozdržena jednak autorovou autonehodou z roku 1931, při které se zranil a byl delší dobu upoután na lůžko, jednak (a to především) změnou autorovy koncepce cyklu. Nástup fašismu a nebezpečí nového válečného konfliktu vedlo Martina du Garda k přesvědčení, že se nemůže věnovat jen líčení izolovaných citových a morálních problémů, protože člověk je součástí společnosti, která ovlivňuje jeho osud. Proto spálil již hotový sedmý díl s názvem Příprava a napsal díl nový, ve kterém problémy individuálních úzkostí ustoupily do pozadí před politickými a sociálními problémy. První světová válka, která měla být v původní koncepci jen stručnou epizodou, se tak stala vrcholným bodem díla, ve kterém jsou sedmý a závěrečný osmý svazek z roku 1940 delší než prvních šest částí dohromady. Především za Léto 1914 a „za uměleckou sílu a pravdu, s níž v románovém cyklu Thibaultové zachytil lidské konflikty a významné aspekty současného života“ (citace z odůvodnění Švédské akademie) obdržel Martin du Gard roku 1937 Nobelovu ceny za literaturu.
Období druhé světové války strávil Martin du Gard v Nice. Po dokončení Thibaultů nevydal již kromě Poznámek o André Gidovi (1951) a Životopisných vzpomínek(1955) žádné jiné dílo. Přes deset let pracoval na svém posledním románu Podplukovník de Maumort, který zůstal nedokončený, když roku 1958 zemřel.
Martinu du Gardovi byla často upírána originalita. Například Georges Duhamel mu vytýkal, že jen opakuje to, co již předcházející velcí romanopisci o člověku řekli, a André Gide zase tvrdil, že v době, kdy na francouzský román mají velký vliv Proust, Joyce a Kafka, budí Martin du Gard dojem, že jde proti proudu. Roger Martin du Gard je však mnohem modernější, než mnozí spisovatelé, kteří svou originalitu obětovali literární módě. Snažil se objasnit velké problémy své doby bez jejich zjednodušování či zatemňování. Ve svých dílech rozvíjel filozofické a estetické úvahy o možnostech skutečného poznání světa a nalezení smyslu života. Dospěl k poznání nutnosti boje za lidské hodnoty, pravdu a za znovunalezení ztracené velikosti a důstojnosti člověka. Jeho díla se staly dokumentem zachycujícím politickou a sociální krizi své doby a jsou vrcholem postbalzacovského románu ve Francii,

## Dílo
- Devenir! (1908, Stát se!), vlastním nákladem vydaný autorův první román o umělci neschopném realizovat své umělecké plány, ve kterém jako by se Martin du Gard také vnitřně vyrovnával s tím, že zničil své předcházející dílo La Vie de Saint (Život světce), který neprošel jeho vlastním kritickým pohledem.
- L'Une de Nous (1910, Jedna z nás), část autorova románu Marise, který měl být chronologicky pojatým příběhem ženy od jejích dívčích let až po stáří. Zbytek knihy autor pro přílišnou sebekritičnost zničil.
- Jean Barois (1913), román, jehož tématem je složitý duševní vývoj francouzského vzdělance bolestně prožívajícího rozpor mezi tradiční vírou a pozitivistickou vědou.
- Le Testament du Pére Leleu (1914, Závěť tatíka Leleua), divadelní hra, venkovská fraška uvedená česky roku 1925 pod názvem Závěť strýčka Louly.
- Les Thibault (1922–1940, Thibaultové), vrcholné autorovo dílo, osmidílný románový cyklus, ve kterém autor zobrazil společenský život ve Francii na přelomu 19. a 20. století, v době před první světovou válkou a především během ní.
- Le Gonfle (1928, Vodnatelnost), divadelní hra, satirická fraška.
- La Confidence africaine (1931, Africké tajemství), novela jejímž tématem je incestní láska mezi bratrem a sestrou.
- Un Taciturne (1932, Nemluva), divadelní hra, drama zabývající se problémem homosexuality.
- Vieille France (1933, Starosvětská Francie), cyklus drobných črt z francouzské vesnice, volně spojovaných osobou listonoše. Tomu se při doručování dopisů otvírají všechna stavení, takže má možnost (které napomáhá i tím, že dopisy tajně otvírá a čte) nahlédnout do soukromí obyvatel nejrozmanitějších zaměstnání a charakterů a odhalit tak jejich pravou, před veřejností skrývanou tvář.
- Notes sur André Gide (1951, Poznámky o André Gidovi), eseje,
- Souvenirs Autobiographiques et Littéraires (1955, Autobiografické a literární vzpomínky), eseje,
- Correspondancee (1968, Korespondence), posmrtně,
- Le Lieutenant-Colonel de Maumort, (1983, Podplukovník de Maumort), autorův posmrtně vydaný nedokončený román s řadou autobiografických prvků.

## Česká vydání
- Rodina Thibaultů I. – VI., František Topič, Praha 1930–1933, přeložili František Jelínek a Hanuš Jelínek, znovu 1937,
- Rodina Thibaultů VII. – Léto 1914, František Topič, Praha 1937–1938, přeložili František Jelínek a Hanuš Jelínek,
- Jan Barois, Evropský literární klub, Praha 1938, přeložili Miloslav Jirda a Svatopluk Kadlec, znovu Odeon, Praha 1961 pod názvem Jean Barois.
- Thibaultové, SNKLHU, Praha 1959, přeložil Břetislav Štorm, všech osm částí ve třech svazcích, znovu Odeon, Praha 1967.
- Starosvětská Francie, Československý spisovatel, Praha 1963, přeložil Břetislav Štorm.